# Bronwen Watson
Bronwen Watson (ur. 23 lutego 1977 w Milton) – australijska wioślarka.

## Osiągnięcia
- Mistrzostwa Świata – Mediolan 2003 – czwórka podwójna wagi lekkiej – 3. miejsce[1].
- Mistrzostwa Świata – Monachium 2007 – czwórka podwójna wagi lekkiej – 1. miejsce[1].
- Mistrzostwa Świata – Poznań 2009 – dwójka podwójna wagi lekkiej – 5. miejsce[1].